# Anomophysis elongata
Anomophysis elongata är en skalbaggsart som beskrevs av Reé Michel Quentin och Jean François Villiers 1981. Anomophysis elongata ingår i släktet Anomophysis och familjen långhorningar. Inga underarter finns listade i Catalogue of Life.